# Tropenbos International
Tropenbos International is een in Nederland gevestigde non-profitorganisatie die in verschillende landen in de wereld activiteiten ondersteunt op het gebied van duurzame landschappen in tropische bossen. Daarnaast publiceert ze rapporten en adviezen over het beheer van bossen en andere landschaps- en natuurbehoudskwesties. Er zijn zes vestigingen in het buitenland van waaruit gewerkt wordt in meerdere landen. Een deel van het werk wordt gefinancierd door de Verenigde Naties.

## Vestigingen
- Ede, Nederland (hoofdvestiging)
- Bogota, Colombia
- Kisangani, Congo-Kinshasa
- Kumasi, Ghana
- Bogor, Indonesië
- CELOS, Paramaribo, Suriname
- Huế, Vietnam